# Belgische Biotische Index
De Belgische Biotische Index of BBI is een index waarmee de kwaliteit van een waterloop, bijvoorbeeld een beek of een rivier, beoordeeld wordt op basis van de aanwezigheid van macro-invertebraten. De BBI wordt uitgedrukt op een schaal van 0 tot 10 en is steeds een geheel getal. Hierbij komt een waarde van 0 overeen met de slechtste en 10 met de beste kwaliteit. De verschillende waarden worden verder ingedeeld in kwaliteitsklassen:
| Klasse | BBI  | Kleurcode | Kwaliteit   |
| ------ | ---- | --------- | ----------- |
| I      | 9-10 | blauw     | zeer goed   |
| II     | 7-8  | groen     | goed        |
| III    | 5-6  | geel      | matig       |
| IV     | 3-4  | oranje    | slecht      |
| V      | 0-2  | rood (*)  | zeer slecht |

(*) Een BBI van 0 wordt soms ook voorgesteld met de kleurcode zwart (uiterst slechte kwaliteit).